# Joan García
Joan García Pons (n. 4 mai 2001, Sallent, Catalonia, Spania) este un fotbalist spaniol, care joacă pe post de portar la Barcelona în La Liga. Pe plan internațional, are prezențe la națională pentru Spania U17⁠(d), Spania U-18⁠(d), Spania U-19⁠(d) și Spania U-21.
Absolvent al echipei de tineret a lui Espanyol, García a debutat cu prima echipă în 2021 și s-a impus în cele din urmă ca titular în 2024. În iunie 2025, s-a mutat la Barcelona după ce clubul i-a activat clauza de reziliere.

## Cariera

### Espanyol
Născut în Sallent, Barcelona, Catalonia, García și-a început cariera la echipa locală CE Sallent la vârsta de patru ani; inițial jucător de teren, a fost influențat de fratele său mai mare să devină portar. Ulterior a reprezentat echipele Manresa și Damm înainte de a se alătura echipelor de tineret ale lui Espanyol în 2016, la vârsta de 15 ani.
García și-a făcut debutul în echipa de seniori cu rezervele pe 28 septembrie 2019, fiind titular într-un meci încheiat 1-1, în deplasare, împotriva lui Valencia Mestalla, în Segunda División B. Pe 11 februarie 2020, a reînnoit contractul cu Pericos până în 2025.
După ce portarul Oier Olazábal a părăsit clubul pe 29 iunie 2022, García a primit tricoul cu numărul 1 în sezonul 2022-23, schimbând numărul său anterior, 34. De-a lungul sezonului, a fost rezervă în La Liga, participând la trei meciuri din Copa del Rey. Pe 4 iunie 2023, în ultima etapă a campionatului, García a fost titular într-un meci împotriva lui Almería încheiat cu scorul de 3-3 pe teren propriu, deși Espanyol retrogradase în Segunda División înainte de meci. A încheiat sezonul cu 4 apariții și un singur meci fără gol primit.
Pe 16 noiembrie 2023, Espanyol a anunțat că clubul și García au ajuns la un acord pentru prelungirea contractului său până la 30 iunie 2028. În martie 2024, a devenit portarul titular pentru Pericos în Segunda División. García a încheiat sezonul 2023-24 cu 21 de apariții și 12 meciuri fără gol primit, ajutând Espanyol să își asigure promovarea înapoi în La Liga prin play-off. După ce a câștigat premiul Jucătorul Lunii al clubului timp de trei luni consecutive, din martie până în mai 2024, García a fost votat Jucătorul Sezonului de suporterii lui Espanyol.
García a continuat să fie titular în meciurile din La Liga în timpul sezonului 2024–25. Pe 28 august 2024, a făcut șapte parade într-un meci în deplasare, scor 0-0, împotriva lui Atlético Madrid. Trei zile mai târziu, a ajutat-o pe Espanyol să înregistreze prima victorie în La Liga a sezonului, o victorie pe teren propriu cu 2-1 împotriva lui Rayo Vallecano. Pe 21 septembrie, García a făcut zece parade, dar nu a fost suficient, deoarece echipa sa a fost învinsă cu 4-1 de Real Madrid pe stadionul Santiago Bernabéu. Într-un meci în deplasare împotriva lui Real Betis pe 29 septembrie, a făcut din nou zece parade, inclusiv o paradă a unei lovituri de pedeapsă, dar nu a putut preveni o a treia înfrângere consecutivă pentru Pericos.
Pe 3 noiembrie, García a jucat în primul său derby barcelonez și a făcut șase parade, Espanyol fiind învinsă cu 3-1 de rivala locală, Barcelona, pe Stadionul Olimpic din Barcelona. Într-un alt derby catalan, pe 23 noiembrie, nu a putut împiedica Girona să marcheze patru goluri în primele 30 de minute, iar Pericos au pierdut în cele din urmă cu 4-1 pe Estadi Montilivi. Pe 14 decembrie, García a înregistrat primul meci acasă fără gol primit în La Liga, fără a face nicio paradă, într-o remiză fără goluri împotriva Osasunei. După ce a suferit a unsprezecea înfrângere în optsprezece meciuri de campionat din acest sezon, Espanyol a intrat în pauza de iarnă pe locul optsprezece în La Liga, la doar trei puncte de ultimul loc în clasament.
Pe 1 februarie 2025, García a realizat o prestație de excepție cu șapte parade, ajutând Espanyol să învingă liderul campionatului, Real Madrid, cu 1-0 pe stadionul RCDE, și înregistrând al treilea meci fără gol primit a sezonului. Într-un meci în deplasare împotriva lui Real Sociedad, pe 9 februarie, a efectuat o paradă cu piciorul la șutul lui Luka Sučić, care avea să câștige ulterior premiul Parada Lunii februarie în La Liga. Într-o victorie cu 1-0 la Alavés, pe 22 februarie, García a efectuat patru parade, ajutându-i pe Pericos să pună capăt lungii așteptări pentru prima victorie în deplasare a sezonului în La Liga.
Pe 10 martie, García a făcut o paradă crucială pentru a respinge lovitura lui Yangel Herrera într-un meci acasă împotriva lui Girona, care i-a adus al doilea premiu Parada Lunii din La Liga în luna martie. Prin obținerea acestei distincții, a devenit primul jucător care a câștigat premiul două luni consecutive. Într-un meci în deplasare împotriva lui Mallorca, pe 15 martie, García a parat două lovituri de departajare executate de Vedat Muriqi și Abdón Prats, dar aceasta din urmă a fost reluată după ce VAR a considerat că un jucător al lui Espanyol intrase prematur în careu, iar Mallorca a câștigat în cele din urmă cu 2-1, învingându-l pe García de la punctul cu var la a treia încercare. Pe 4 aprilie, García a păstrat a cincea sa poartă curată a sezonului cu cinci parade într-un triumf cu 4-0 în deplasare împotriva lui Rayo Vallecano. Până la sfârșitul sezonului 2024-25 din La Liga, García a înregistrat cel mai mare număr de parade dintre toți portarii din ligă.

### Barcelona
Pe 18 iunie 2025, Espanyol a anunțat plecarea jucătorului după activarea clauzei de reziliere de 25 de milioane de euro plus taxe. Ulterior, Barcelona a anunțat semnarea unui contract pe șase ani, până în 2031.

## Cariera internațională
García este un internațional de tineret pentru Spania, reprezentând echipele U17, U18, U19 și U21. În iulie 2024, a fost selectat în lotul Spaniei sub 23 de ani pentru Jocurile Olimpice de vară din 2024. El și Spania au câștigat medalia de aur olimpică la proba masculină de fotbal din cadrul Jocurilor Olimpice.

## Palmares
Spania U23
- Medalie de aur la Jocurile Olimpice de vară: 2024[52][53][54]

Individual
- Jucătorul sezonului la Espanyol: 2023–24[18][19]
- Salvarea lunii în La Liga: februarie 2025,[39] martie 2025[42]
- Echipa sezonului din La Liga: 2024–25[55]
- Echipa sezonului din La Liga Athletic: 2024–25[56]